# Macroglossum interrupta
Macroglossum interrupta är en fjärilsart som beskrevs av Butler 1875. Macroglossum interrupta ingår i släktet Macroglossum och familjen svärmare. Inga underarter finns listade i Catalogue of Life.